# 头花蓼
头花蓼（学名：Polygonum capitatum），又名:粉糰蓼，俗名草石椒，为蓼科蓼属下的一个种。多年生草本。分布于中国江西、湖南、湖北、四川、贵州、广东、广西、云南及西藏，印度北部、尼泊尔、锡金、不丹、缅甸及越南。
种名capitatum意为头状的。

## 药用
全草可入药，治尿道感染、肾盂肾炎。